# Bitanga i princeza
Bitanga i princeza četvrti je studijski album sarajevskog rock sastava Bijelo dugme, koji izlazi u ožujku 1979.g. Sastav se u jesen 1978.g. okuplja u Niškoj Banji gdje pojačani novim članovima, bubnjarom Điđijem Jankelićem i povratnikom Vladom Pravdićem, počinju pripremati skladbe za novi album. U "Studio 5" Radio Beograda ulaze početkom siječnja sljedeće godine, a objavljivanje albuma prati niz cenzura od izdavačke kuće "Jugoton". Omot albuma gdje ženska noga udara muško međunožje, a kojega je napravio Dragan S. Stefanović, ocijenjen je vulgarnim i odbijen. Iz skladbe "Ala je glupo zaboravit njen broj" izbačen je tekst "Koji mi je moj", dok je iz ključne balade "Sve će to, mila moja, prekriti ružmarin, snjegovi i šaš", stih "A Hrist je bio kopile i jad" promijenjen u "A on je bio kopile i jad". Album je objavljen u ožujku 1979. s omotom koji je izradio "Jugotonov" kućni dizajner i pored spomenutih skladbi tu su se našle još i "Na zadnjem sjedištu mog auta", "Bitanga i princeza", i emotivne balade "Kad zaboraviš juli" i "Ipak poželim neko pismo" u kojima su ih pratili simfonijski orkestar i zbor. Bitanga i princeza srušila je sve tiražne rekorde i bila uvod u spektakularnu turneju sa simfonijskim orkestrom i zborom.

## Popis pjesama

### A-strana
1. "Bitanga i princeza"
2. "Ala je glupo zaboravit njen broj"
3. "Ipak, poželim neko pismo"
4. "Kad zaboraviš juli" - (aranžman: Vojkan Borisavljević)

### B-strana
1. "Na zadnjem sjedištu moga auta"
2. "A koliko si ih imala do sad"
3. "Sve će to mila moja prekriti ruzmarin, snjegovi i šaš" - (aranžman: Ranko Rihtman)

## Izvođači
- Goran Bregović - električna gitara
- Željko Bebek - vokal
- Zoran Redžić - bas gitara
- Điđi Jankelić - bubnjevi
- Vlado Pravdić - klavijature
- Slobodan Marković - sintisajzer
- Maja Odžaklijevska - prateći vokali

## Produkcija
- Producent - Neil Harrison
- Dizajn - Ivan Ivezić
- Tekst - Goran Bregović
- Mastering - Chris Blair
- Snimatelj - Nick Glennie-Smith, Rade Ercegovac

## Vanjske poveznice
- discogs.com - Bijelo Dugme - Bitanga i princeza